# Oestroderma schubini
Oestroderma schubini är en tvåvingeart som först beskrevs av Grunin 1965.  Oestroderma schubini ingår i släktet Oestroderma och familjen styngflugor. Inga underarter finns listade i Catalogue of Life.